# Scottish League Cup 2017/18
Der Scottish League Cup wurde 2017/18 zum 72. Mal ausgespielt. Der schottische Fußball-Ligapokal, der unter den Teilnehmern der Premiership, Championship sowie der League One und League Two sowie den beiden Meistern der Highland- und Lowland Football League ausgetragen wurde, begann am 15. Juli 2017 und endete mit dem Finale am 26. November 2017 im Hampden Park von Glasgow. Der Wettbewerb wird offiziell als Betfred Scottish League Cup ausgetragen. Der Ligapokal begann mit 8 Gruppen mit jeweils fünf Mannschaften. Die acht Gruppensieger und die vier zweitbesten Mannschaften jeder Gruppe erreichten die 2. Runde. Die Mannschaften die am Europapokal teilnahmen starteten erst in der 2. Runde. Wurde in einem Duell nach 90 Minuten kein Sieger gefunden, so wurde das Spiel im Elfmeterschießen entschieden. Der Sieger erhielt zwei Punkte, der Verlierer einen. Als Titelverteidiger startete Celtic Glasgow in den Wettbewerb, das im Vorjahresfinale gegen den FC Aberdeen gewonnen hatte. Im diesjährigen Finale trafen Titelverteidiger Celtic Glasgow und der FC Motherwell aufeinander. Celtic erreichte zum 32. Mal das Endspiel im Ligapokal seit 1957, wovon 16 gewonnen wurden. Für Well war es das vierte Finale im Ligapokal nach 1951, 1955 und 2005. Celtic gewann das Finale mit 2:0 durch Tore von James Forrest und Moussa Dembélé. Er war der 17. Titel im Ligapokal seit deren ersten Sieg im Jahr 1957. In derselben Saison gewann Celtic die schottische Meisterschaft und den Pokal, womit sie das zweite nationale Triple in Folge und das fünfte insgesamt holten.

## Termine
Die Spielrunden werden an folgenden Terminen ausgetragen:
- Gruppenphase: 15., 18., 19., 22., 25., 26. und 29. Juli 2017
- 2. Runde: 8. und 9. August 2017
- Viertelfinale: 19., 20. und 21. September 2017
- Halbfinale: 21. und 22. Oktober 2017
- Finale: 26. November 2017 (So.)

## Teilnehmende Mannschaften
Am Wettbewerb nehmen folgende 44 Mannschaften teil:
| Premiership 12 Vereine der Saison 2017/18 | Championship 10 Vereine der Saison 2017/18 | League One 10 Vereine der Saison 2017/18 | League Two 10 Vereine der Saison 2017/18                                                                                                   | Highland Football League Meister der Saison 2016/17 Lowland Football League Meister der Saison 2016/17 |
| Celtic Glasgow FC Aberdeen Glasgow Rangers FC St. Johnstone Heart of Midlothian Partick Thistle Ross County FC Kilmarnock FC Motherwell FC Dundee Hamilton Academical Hibernian Edinburgh | Inverness CT FC Falkirk Dundee United Greenock Morton Dunfermline Athletic Queen of the South FC St. Mirren FC Dumbarton FC Livingston Brechin City | Raith Rovers Ayr United Alloa Athletic Airdrieonians FC FC East Fife FC Queen’s Park FC Stranraer Albion Rovers FC Arbroath Forfar Athletic | FC Peterhead FC Stenhousemuir Annan Athletic FC Montrose Elgin City Stirling Albion Edinburgh City Berwick Rangers FC Clyde FC Cowdenbeath | Buckie Thistle FC East Kilbride                                                                        |

## Gruppenphase
Die Gruppenphase wurde am 2. Juni 2017 ausgelost. Die acht Gruppensieger und die vier zweitbesten Mannschaften jeder Gruppe erreichten die 2. Runde. Die Europapokalteilnehmer Celtic Glasgow, FC Aberdeen, Glasgow Rangers und der FC St. Johnstone starteten in der 2. Runde. Ausgetragen wurden die Spiele zwischen dem 15. und 29. Juli 2017.

### Gruppe A
| Pl. | Verein          | Sp. | S | U | N | Tore    | Diff. | Punkte |
| --- | --------------- | --- | - | - | - | ------- | ----- | ------ |
| 1.  | FC Falkirk      | 4   | 4 | 0 | 0 | 013:100 | +12   | 12     |
| 2.  | Inverness CT    | 4   | 2 | 1 | 1 | 005:300 | +2    | 08     |
| 3.  | Stirling Albion | 4   | 2 | 1 | 1 | 006:500 | +1    | 07     |
| 4.  | Brechin City    | 4   | 0 | 1 | 3 | 001:900 | −8    | 02     |
| 5.  | Forfar Athletic | 4   | 0 | 1 | 3 | 003:100 | −7    | 01     |

| 15. Juli 2017     |                 |                 |
| FC Falkirk        | 4:1             | Stirling Albion |
| Inverness CT      | 3:0             | Brechin City    |
| 18. Juli 2017     |                 |                 |
| Brechin City      | 1:1 (4:3 i. E.) | Forfar Athletic |
| Stirling Albion   | 0:0 (0:2 i. E.) | Inverness CT    |
| 22. Juli 2017     |                 |                 |
| Forfar Athletic   | 1:3             | Stirling Albion |
| Inverness CT      | 0:2             | FC Falkirk      |
| 25. Juli 2017     |                 |                 |
| FC Falkirk        | 4:0             | Forfar Athletic |
| Stirling Athletic | 2:0             | Brechin City    |
| 29. Juli 2017     |                 |                 |
| Brechin City      | 0:3             | FC Falkirk      |
| Forfar Athletic   | 1:2             | Inverness CT    |

### Gruppe B
| Pl. | Verein               | Sp. | S | U | N | Tore    | Diff. | Punkte |
| --- | -------------------- | --- | - | - | - | ------- | ----- | ------ |
| 1.  | Dunfermline Athletic | 4   | 2 | 2 | 0 | 013:300 | +10   | 10     |
| 2.  | FC Peterhead         | 4   | 3 | 0 | 1 | 007:600 | +1    | 09     |
| 3.  | Heart of Midlothian  | 4   | 2 | 1 | 1 | 007:400 | +3    | 07     |
| 4.  | FC East Fife         | 4   | 1 | 1 | 2 | 003:600 | −3    | 04     |
| 5.  | Elgin City           | 4   | 0 | 0 | 4 | 002:130 | −11   | 0      |

| 15. Juli 2017        |                 |                      |
| Dunfermline Athletic | 6:0             | Elgin City           |
| FC Peterhead         | 1:0             | East Fife            |
| 18. Juli 2017        |                 |                      |
| East Fife            | 0:0 (8:9 i. E.) | Dunfermline Athletic |
| Elgin City           | 0:1             | Heart of Midlothian  |
| 22. Juli 2017        |                 |                      |
| Dunfermline Athletic | 5:1             | FC Peterhead         |
| Heart of Midlothian  | 3:0             | East Fife            |
| 25. Juli 2017        |                 |                      |
| East Fife            | 3:2             | Elgin City           |
| FC Peterhead         | 2:1             | Heart of Midlothian  |
| 29. Juli 2017        |                 |                      |
| Elgin City           | 0:3             | FC Peterhead         |
| Heart of Midlothian  | 2:2 (1:3 i. E.) | Dunfermline Athletic |

### Gruppe C
| Pl. | Verein         | Sp. | S | U | N | Tore    | Diff. | Punkte |
| --- | -------------- | --- | - | - | - | ------- | ----- | ------ |
| 1.  | Dundee United  | 4   | 3 | 1 | 0 | 010:200 | +8    | 11     |
| 2.  | FC Dundee      | 4   | 3 | 1 | 0 | 008:200 | +6    | 10     |
| 3.  | Raith Rovers   | 4   | 2 | 0 | 2 | 009:500 | +4    | 06     |
| 4.  | FC Cowdenbeath | 4   | 1 | 0 | 3 | 005:110 | −6    | 03     |
| 5.  | Buckie Thistle | 4   | 0 | 0 | 4 | 003:150 | −12   | 0      |

| 15. Juli 2017  |                 |                |
| FC Cowdenbeath | 4:2             | Buckie Thistle |
| Dundee United  | 2:0             | Raith Rovers   |
| 18. Juli 2017  |                 |                |
| Raith Rovers   | 1:2             | FC Dundee      |
| 19. Juli 2017  |                 |                |
| Buckie Thistle | 0:3             | Dundee United  |
| 22. Juli 2017  |                 |                |
| FC Dundee      | 2:0             | Buckie Thistle |
| 23. Juli 2017  |                 |                |
| Dundee United  | 4:1             | FC Cowdenbeath |
| 25. Juli 2017  |                 |                |
| Buckie Thistle | 1:6             | Raith Rovers   |
| 26. Juli 2017  |                 |                |
| FC Cowdenbeath | 0:3             | FC Dundee      |
| 29. Juli 2017  |                 |                |
| Raith Rovers   | 2:0             | FC Cowdenbeath |
| 30. Juli 2017  |                 |                |
| FC Dundee      | 1:1 (3:4 i. E.) | Dundee United  |

### Gruppe D
| Pl. | Verein              | Sp. | S | U | N | Tore    | Diff. | Punkte |
| --- | ------------------- | --- | - | - | - | ------- | ----- | ------ |
| 1.  | Hibernian Edinburgh | 4   | 3 | 1 | 0 | 013:100 | +12   | 10     |
| 2.  | Ross County         | 4   | 2 | 2 | 0 | 008:000 | +8    | 10     |
| 3.  | FC Arbroath         | 4   | 1 | 2 | 1 | 006:700 | −1    | 06     |
| 4.  | FC Montrose         | 4   | 1 | 0 | 3 | 002:150 | −13   | 03     |
| 5.  | Alloa Athletic      | 4   | 0 | 1 | 3 | 002:800 | −6    | 01     |

| 15. Juli 2017       |                 |                     |
| Hibernian Edinburgh | 4:0             | FC Montrose         |
| Ross County         | 2:0             | Alloa Athletic      |
| 18. Juli 2017       |                 |                     |
| Alloa Athletic      | 1:1 (5:6 i. E.) | FC Arbroath         |
| FC Montrose         | 0:6             | Ross County         |
| 21. Juli 2017       |                 |                     |
| Ross County         | 0:0 (4:3 i. E.) | Hibernian Edinburgh |
| 22. Juli 2017       |                 |                     |
| FC Arbroath         | 4:0             | FC Montrose         |
| 25. Juli 2017       |                 |                     |
| Hibernian Edinburgh | 6:1             | FC Arbroath         |
| FC Montrose         | 2:1             | Alloa Athletic      |
| 29. Juli 2017       |                 |                     |
| Alloa Athletic      | 0:3             | Hibernian Edinburgh |
| FC Arbroath         | 0:0 (4:5 i. E.) | Ross County         |

### Gruppe E
| Pl. | Verein         | Sp. | S | U | N | Tore    | Diff. | Punkte |
| --- | -------------- | --- | - | - | - | ------- | ----- | ------ |
| 1.  | Ayr United     | 4   | 4 | 0 | 0 | 015:300 | +12   | 12     |
| 2.  | FC Kilmarnock  | 4   | 3 | 0 | 1 | 009:300 | +6    | 09     |
| 3.  | FC Clyde       | 4   | 2 | 0 | 2 | 007:110 | −4    | 06     |
| 4.  | Annan Athletic | 4   | 0 | 1 | 3 | 002:100 | −8    | 02     |
| 5.  | FC Dumbarton   | 4   | 0 | 1 | 3 | 002:800 | −6    | 01     |

| 14. Juli 2017  |                 |                |
| Ayr United     | 1:0             | FC Kilmarnock  |
| 15. Juli 2017  |                 |                |
| FC Clyde       | 2:1             | Annan Athletic |
| 18. Juli 2017  |                 |                |
| FC Dumbarton   | 1:3             | Ayr United     |
| FC Kilmarnock  | 4:2             | FC Clyde       |
| 22. Juli 2017  |                 |                |
| Annan Athletic | 0:2             | FC Kilmarnock  |
| FC Clyde       | 2:1             | FC Dumbarton   |
| 25. Juli 2017  |                 |                |
| Ayr United     | 5:1             | FC Clyde       |
| FC Dumbarton   | 0:0 (3:4 i. E.) | Annan Athletic |
| 29. Juli 2017  |                 |                |
| Annan Athletic | 1:6             | Ayr United     |
| FC Kilmarnock  | 3:0             | FC Dumbarton   |

### Gruppe F
| Pl. | Verein          | Sp. | S | U | N | Tore    | Diff. | Punkte |
| --- | --------------- | --- | - | - | - | ------- | ----- | ------ |
| 1.  | FC Motherwell   | 4   | 4 | 0 | 0 | 012:200 | +10   | 12     |
| 2.  | Greenock Morton | 4   | 2 | 1 | 1 | 008:600 | +2    | 08     |
| 3.  | FC Queen’s Park | 4   | 2 | 1 | 1 | 009:900 | ±0    | 07     |
| 4.  | Edinburgh City  | 4   | 0 | 1 | 3 | 003:120 | −9    | 02     |
| 5.  | Berwick Rangers | 4   | 0 | 1 | 3 | 004:700 | −3    | 01     |

| 15. Juli 2017   |                 |                 |
| Berwick Rangers | 0:1             | Greenock Morton |
| FC Queen’s Park | 1:5             | FC Motherwell   |
| 18. Juli 2017   |                 |                 |
| Edinburgh City  | 2:2 (4:2 i. E.) | Berwick Rangers |
| Greenock Morton | 2:2 (4:2 i. E.) | FC Queen’s Park |
| 22. Juli 2017   |                 |                 |
| FC Motherwell   | 4:0             | Greenock Morton |
| FC Queen’s Park | 3:0             | Edinburgh City  |
| 25. Juli 2017   |                 |                 |
| Berwick Rangers | 2:3             | FC Queen’s Park |
| Edinburgh City  | 1:2             | FC Motherwell   |
| 29. Juli 2017   |                 |                 |
| Greenock Morton | 5:0             | Edinburgh City  |
| FC Motherwell   | 1:0             | Berwick Rangers |

### Gruppe G
| Pl. | Verein              | Sp. | S | U | N | Tore    | Diff. | Punkte |
| --- | ------------------- | --- | - | - | - | ------- | ----- | ------ |
| 1.  | Hamilton Academical | 4   | 2 | 2 | 0 | 011:600 | +5    | 09     |
| 2.  | Albion Rovers       | 4   | 1 | 3 | 0 | 012:900 | +3    | 09     |
| 3.  | Queen of the South  | 4   | 1 | 3 | 0 | 006:400 | +2    | 07     |
| 4.  | FC East Kilbride    | 4   | 1 | 1 | 2 | 005:900 | −4    | 05     |
| 5.  | FC Stenhousemuir    | 4   | 0 | 1 | 3 | 003:900 | −6    | 02     |

| 15. Juli 2017       |                 |                     |
| FC East Kilbride    | 1:3             | Hamilton Academical |
| FC Stenhousemuir    | 1:3             | Queen of the South  |
| 18. Juli 2017       |                 |                     |
| Albion Rovers       | 1:1 (2:3 i. E.) | FC Stenhousemuir    |
| Queen of the South  | 0:0 (1:4 i. E.) | FC East Kilbride    |
| 22. Juli 2017       |                 |                     |
| FC East Kilbride    | 2:5             | Albion Rovers       |
| Hamilton Academical | 1:1 (6:5 i. E.) | Queen of the South  |
| 25. Juli 2017       |                 |                     |
| FC Stenhousemuir    | 1:2             | FC East Kilbride    |
| Albion Rovers       | 4:4 (4:2 i. E.) | Hamilton Academical |
| 29. Juli 2017       |                 |                     |
| Hamilton Academical | 3:0             | FC Stenhousemuir    |
| Queen of the South  | 2:2 (4:3 i. E.) | Albion Rovers       |

### Gruppe H
| Pl. | Verein           | Sp. | S | U | N | Tore    | Diff. | Punkte |
| --- | ---------------- | --- | - | - | - | ------- | ----- | ------ |
| 1.  | FC Livingston    | 4   | 3 | 1 | 0 | 008:300 | +5    | 11     |
| 2.  | Partick Thistle  | 4   | 3 | 1 | 0 | 009:200 | +7    | 10     |
| 3.  | FC St. Mirren    | 4   | 2 | 0 | 2 | 009:700 | +2    | 06     |
| 4.  | Airdrieonians FC | 4   | 1 | 0 | 3 | 004:100 | −6    | 03     |
| 5.  | FC Stranraer     | 4   | 0 | 0 | 4 | 004:120 | −8    | 0      |

| 15. Juli 2017    |                 |                  |
| FC Livingston    | 1:1 (3:1 i. E.) | Partick Thistle  |
| FC Stranraer     | 1:4             | FC St. Mirren    |
| 18. Juli 2017    |                 |                  |
| Airdrieonians FC | 3:1             | FC Stranraer     |
| FC St. Mirren    | 0:1             | FC Livingston    |
| 22. Juli 2017    |                 |                  |
| FC Livingston    | 2:0             | Airdrieonians FC |
| Partick Thistle  | 5:0             | FC St. Mirren    |
| 25. Juli 2017    |                 |                  |
| Airdrieonians FC | 1:2             | Partick Thistle  |
| FC Stranraer     | 2:4             | FC Livingston    |
| 29. Juli 2017    |                 |                  |
| Partick Thistle  | 1:0             | FC Stranraer     |
| FC St. Mirren    | 5:0             | Airdrieonians FC |

### Rangliste der Gruppenzweiten
Die besten vier Gruppenzweiten erreichten die 2. Runde.
| Pl. | Verein          | Sp. | S | U | N | Tore    | Diff. | Punkte | Gruppe |
| --- | --------------- | --- | - | - | - | ------- | ----- | ------ | ------ |
| 1.  | Ross County     | 4   | 2 | 2 | 0 | 008:000 | +8    | 10     | D      |
| 2.  | Partick Thistle | 4   | 3 | 1 | 0 | 009:200 | +7    | 10     | H      |
| 3.  | FC Dundee       | 4   | 3 | 1 | 0 | 008:200 | +6    | 10     | C      |
| 4.  | FC Kilmarnock   | 4   | 3 | 0 | 1 | 009:300 | +6    | 09     | E      |
| 5.  | FC Peterhead    | 4   | 3 | 0 | 1 | 007:600 | +1    | 09     | B      |
| 6.  | Greenock Morton | 4   | 2 | 1 | 1 | 008:600 | +2    | 08     | F      |
| 7.  | Inverness CT    | 4   | 2 | 1 | 1 | 005:300 | +2    | 08     | A      |
| 8.  | Albion Rovers   | 4   | 1 | 3 | 0 | 012:900 | +3    | 07     | G      |

## 2. Runde
Die 2. Runde wurde am 30. Juli 2017 ausgelost. Teilnahmen aus der 1. Runde die acht Gruppensieger und die vier zweitbesten Mannschaften jeder Gruppe. Dazu stiegen die Europapokalteilnehmer Celtic Glasgow, FC Aberdeen, Glasgow Rangers und FC St. Johnstone in den Wettbewerb ein. Ausgetragen wurden die Spiele am 8. und 9. August 2017.
| Datum                      |                         | Ergebnis  |                           |
| -------------------------- | ----------------------- | --------- | ------------------------- |
| 8. August 2017, 19:45 WESZ | Celtic Glasgow (I)      | 5:0       | FC Kilmarnock (I)         |
| 8. August 2017, 19:45 WESZ | FC Falkirk (II)         | 1:2 n. V. | FC Livingston (II)        |
| 8. August 2017, 19:45 WESZ | Hibernian Edinburgh (I) | 5:0       | Ayr United (III)          |
| 8. August 2017, 19:45 WESZ | FC St. Johnstone (I)    | 0:3       | Partick Thistle (I)       |
| 9. August 2017, 19:45 WESZ | FC Dundee (I)           | 2:1       | Dundee United (II)        |
| 9. August 2017, 19:45 WESZ | Hamilton Academical (I) | 0:1       | FC Aberdeen (I)           |
| 9. August 2017, 19:45 WESZ | Glasgow Rangers (I)     | 6:0       | Dunfermline Athletic (II) |
| 9. August 2017, 19:45 WESZ | Ross County (I)         | 2:3 n. V. | FC Motherwell (I)         |

## Viertelfinale
Das Viertelfinale wurde am 9. August 2017 ausgelost. Ausgetragen wurden die Spiele zwischen dem 19. und 21. September 2017.
| Datum                          |                         | Ergebnis  |                     |
| ------------------------------ | ----------------------- | --------- | ------------------- |
| 19. September 2017, 19:45 WESZ | Hibernian Edinburgh (I) | 3:2       | FC Livingston (II)  |
| 19. September 2017, 19:45 WESZ | Partick Thistle (I)     | 1:3 n. V. | Glasgow Rangers (I) |
| 20. September 2017, 19:45 WESZ | FC Dundee (I)           | 0:4       | Celtic Glasgow (I)  |
| 21. September 2017, 19:45 WESZ | FC Motherwell (I)       | 3:0       | FC Aberdeen (I)     |

## Halbfinale
Das Halbfinale wurde am 21. September 2017 ausgelost. Ausgetragen wurden die Spiele am 21. und 22. Oktober 2017 im Hampden Park von Glasgow.
| Datum                        |                         | Ergebnis |                    |
| ---------------------------- | ----------------------- | -------- | ------------------ |
| 21. Oktober 2017, 12:15 WESZ | Hibernian Edinburgh (I) | 2:4      | Celtic Glasgow (I) |
| 22. Oktober 2017, 14:30 WESZ | Glasgow Rangers (I)     | 0:2      | FC Motherwell (I)  |

## Finale
| Celtic Glasgow                                                 | Celtic Glasgow | FC Motherwell | FC Motherwell |
| -------------------------------------------------------------- | --- | --- | ------------- |
| Celtic Glasgow                                                 | \| 26. November 2017 um 15:00 Uhr (GMT) in Glasgow (Hampden Park) \| \| Ergebnis: 2:0 (0:0) \| \| Zuschauer: 49.483 \| \| Schiedsrichter: Craig Thomson \| \| Spielbericht \| | \| 26. November 2017 um 15:00 Uhr (GMT) in Glasgow (Hampden Park) \| \| Ergebnis: 2:0 (0:0) \| \| Zuschauer: 49.483 \| \| Schiedsrichter: Craig Thomson \| \| Spielbericht \|                                                                                    | FC Motherwell |
| Celtic Glasgow                                                 | Craig Gordon – Mikael Lustig, Jozo Šimunović, Dedryck Boyata, Kieran Tierney – Scott Brown , Stuart Armstrong, James Forrest (78. Patrick Roberts), Callum McGregor (89. Tom Rogic), Scott Sinclair – Moussa Dembélé (64. Leigh Griffiths) Cheftrainer: Brendan Rodgers ( Nordirland) | Trevor Carson – Richard Tait, Peter Hartley, Cédric Kipré, Charles Dunne – Liam Grimshaw (51. Craig Tanner), Carl McHugh , Andy Rose (70. Elliott Frear), Chris Cadden – Louis Moult, Ryan Bowman (64. Allan Campbell) Cheftrainer: Steve Robinson ( Nordirland) | FC Motherwell |
| Celtic Glasgow                                                 | 1:0 James Forrest (49.) 2:0 Moussa Dembélé (60., Foulelfmeter) | | FC Motherwell |
| Celtic Glasgow                                                 | Moussa Dembélé (16.), Scott Brown (90.+2') | Carl McHugh (54.), Allan Campbell (74.) | FC Motherwell |
| Celtic Glasgow                                                 | Cédric Kipré (58.) | | FC Motherwell |
| 26. November 2017 um 15:00 Uhr (GMT) in Glasgow (Hampden Park) | | |               |
| Ergebnis: 2:0 (0:0)                                            | | |               |
| Zuschauer: 49.483                                              | | |               |
| Schiedsrichter: Craig Thomson                                  | | |               |
| Spielbericht                                                   | | |               |